# Masdevallia brenneri
Masdevallia brenneri är en orkidéart som beskrevs av Carlyle August Luer. Masdevallia brenneri ingår i släktet Masdevallia och familjen orkidéer. Inga underarter finns listade i Catalogue of Life.